# Druckausgleichsverfahren

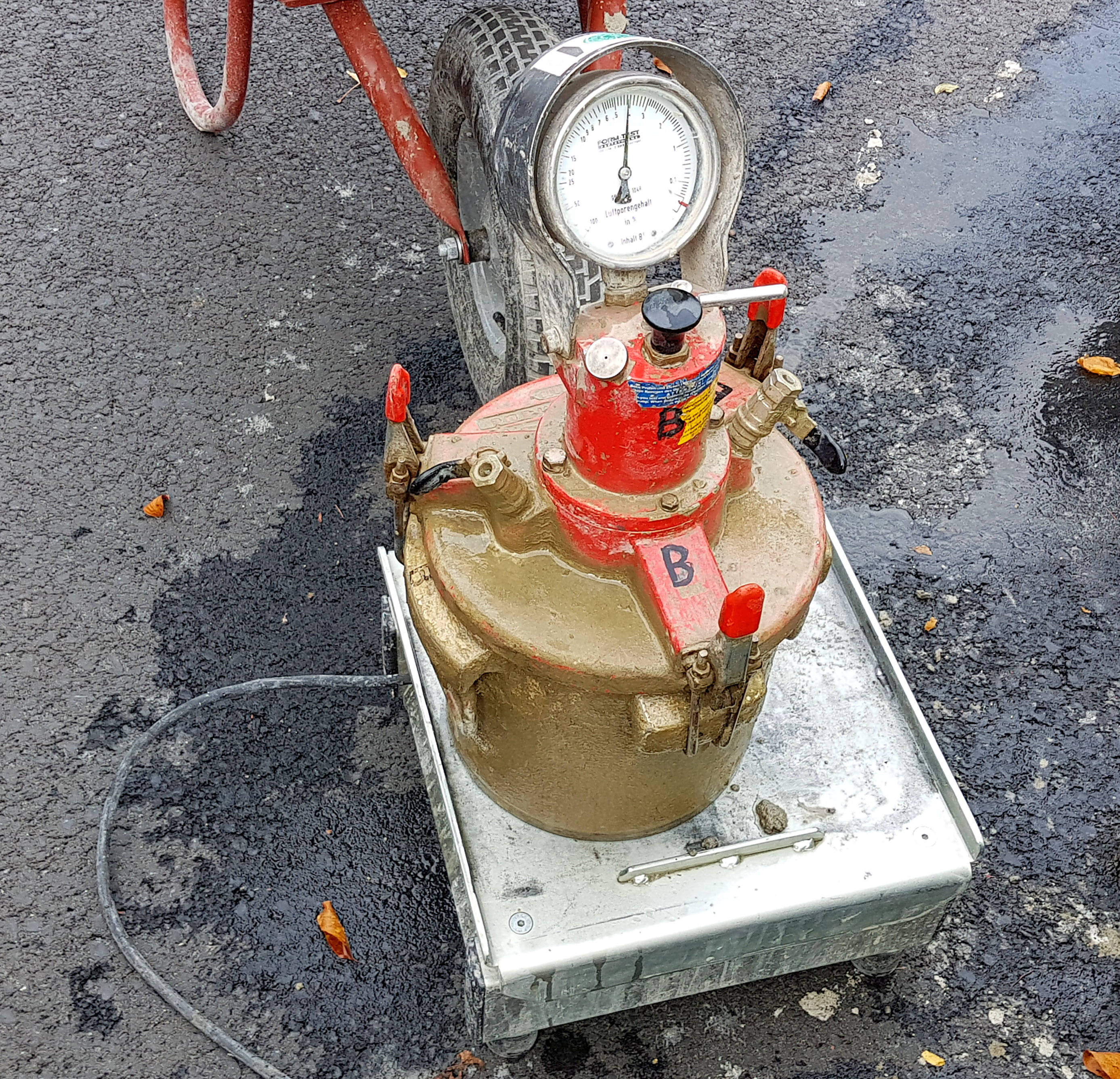
Luftporenmesstopf auf einer Rüttelplatte

Das Druckausgleichsverfahren ist ein nach EN 12350-7 genormtes Verfahren zur Prüfung des Luftgehalts eines fertig verdichteten Frischbetons. Die Norm ist in Deutschland als DIN-Norm DIN EN 12350-7 veröffentlicht.
Für das Druckausgleichsverfahren EN 12350-7 Pkt. 5 (ASTM C 231 Typ B) fehlt der Nachweis für Zuverlässigkeit und Genauigkeit. Das Prüfgerät ist nicht kalibrierfähig.
Der Luftgehalt ist insbesondere bei der Herstellung von Bauteilen aus Luftporenbeton ein wichtiger Kennwert. Im Betonwerk und ggf. auch auf der Baustelle vor dem Einbau des Betons muss dieser Kennwert mit Hilfe eines Luftgehaltsprüfers nach EN 12350-7 Pkt. 4 Wassersäule  oder Pkt. 5 Druckausgleichsverfahrens überprüft werden.
Für das Druckausgleichsverfahren wird ein spezieller Behälter benötigt. Dieses Luftgehaltsprüfgerät (auch Luftporenmesstopf oder umgangssprachlich LP-Topf genannt) besteht aus einem mindestens fünf Liter fassenden Topf und einem dazugehörigen Deckel mit einer kleinen Druckkammer und einem Manometer. Der Frischbeton wird lagenweise in den Topf gegeben, bis dieser randvoll ist und dabei (i. d. R. mit einem Rütteltisch) verdichtet. Nach dem Schließen des Topfes wird der verbleibende Hohlraum unter dem Deckel über zwei Ventile mit Wasser aufgefüllt, sodass, abgesehen von den Luftporen im Beton, keine Luft im Behälter ist. Mit einer (Hand-)Pumpe wird anschließend in der Druckkammer des Deckels ein definierter Luftüberdruck erzeugt. Die Messung des Luftgehalts im Beton erfolgt dann durch einen Druckausgleich zwischen Druckkammer und Topf, indem ein drittes Ventil geöffnet wird. Auf dem Manometer kann sofort der Luftgehalt in Volumenprozent abgelesen werden. Je nach verwendeter Gesteinskörnung muss ein Korrekturfaktor berücksichtigt werden.